# Regulatory kwasowości

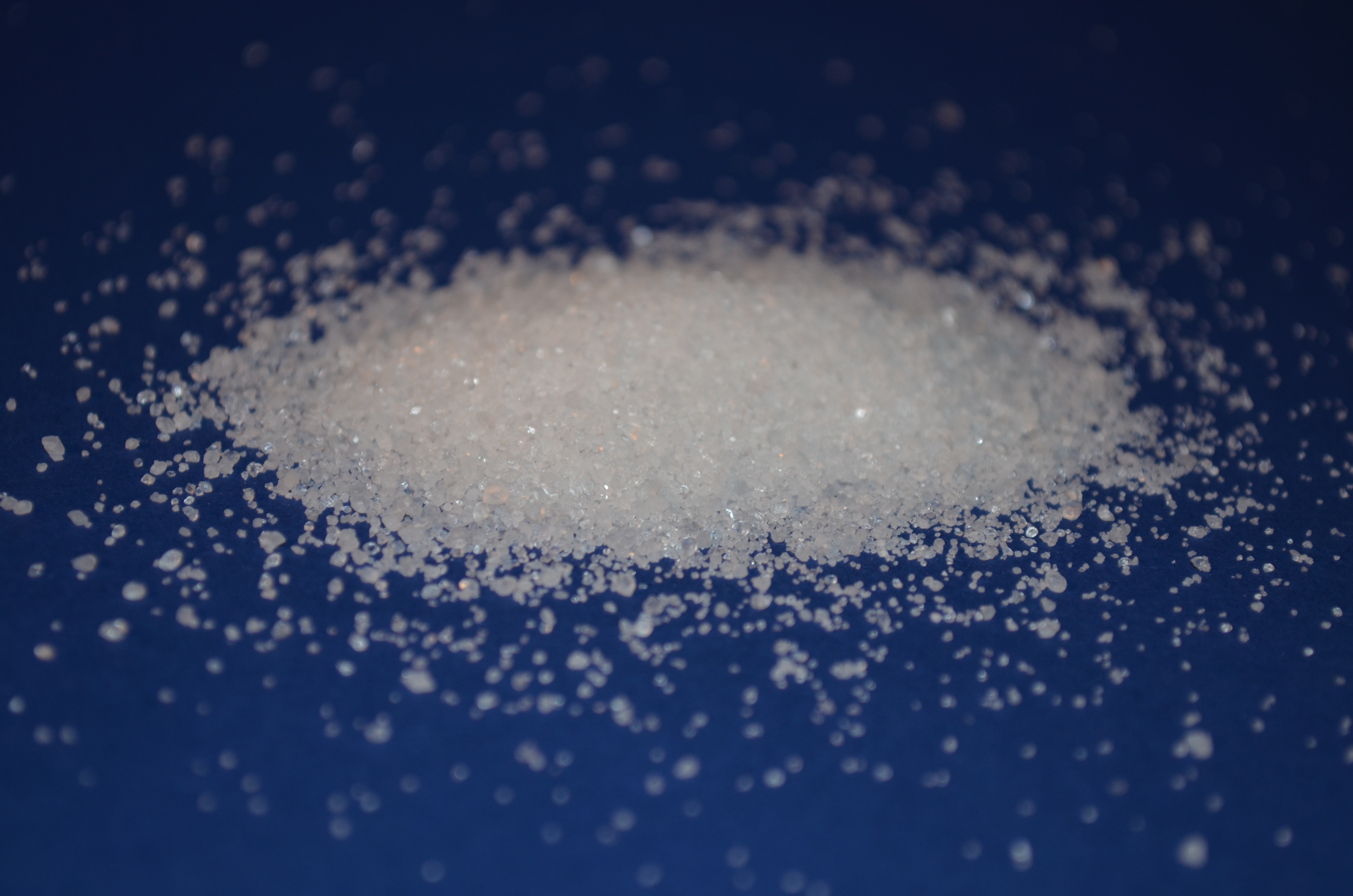
Kwas cytrynowy

Regulatory kwasowości – substancje zmieniające lub ustalające kwasowość środków spożywczych.

## Nazwy regulatorów kwasowości[1]
| Kod   | Związek chemiczny                      |
| ----- | -------------------------------------- |
| E 260 | Kwas octowy                            |
| E 261 | Octan potasu                           |
| E 262 | Dioctan sodu                           |
| E 263 | Octan wapnia                           |
| E 270 | Kwas mlekowy                           |
| E 290 | Dwutlenek węgla                        |
| E 296 | Kwas jabłkowy                          |
| E 297 | Kwas fumarowy                          |
| E 325 | Mleczan sodu                           |
| E 326 | Mleczan potasu                         |
| E 327 | Mleczan wapnia                         |
| E 330 | Kwas cytrynowy                         |
| E 331 | Cytrynian sodu                         |
| E 332 | Cytrynian potasu                       |
| E 333 | Cytrynian wapnia                       |
| E 334 | Kwas winowy                            |
| E 335 | Winian sodu                            |
| E 336 | Winian potasu                          |
| E 337 | Winian sodowo-potasowy                 |
| E 338 | Kwas fosforowy                         |
| E 339 | Fosforan sodu                          |
| E 340 | Fosforan potasu                        |
| E 341 | Fosforan wapnia                        |
| E 343 | Fosforan magnezu                       |
| E 350 | Jabłczan sodu                          |
| E 351 | Jabłczan potasu                        |
| E 352 | Jabłczan wapnia                        |
| E 353 | Kwas metawinowy                        |
| E 354 | Winian wapnia                          |
| E 355 | Kwas adypinowy                         |
| E 356 | Adypinian sodu                         |
| E 357 | Adypinian potasu                       |
| E 363 | Kwas bursztynowy                       |
| E 380 | Cytrynian amonowy                      |
| E 450 | Difosforany                            |
| E 451 | Trifosforany                           |
| E 452 | Polifosforany                          |
| E 500 | Węglan sodu                            |
| E 501 | Węglan potasu                          |
| E 503 | Węglan amonu                           |
| E 504 | Węglan magnezu                         |
| E 507 | Kwas chlorowodorowy                    |
| E 508 | Chlorek potasu                         |
| E 513 | Kwas siarkowy                          |
| E 514 | Siarczan sodu, wodorosiarczan sodu     |
| E 515 | Siarczan potasu, wodorosiarczan potasu |
| E 520 | Siarczan glinowy                       |
| E 521 | Siarczan sodowo-glinowy                |
| E 522 | Siarczan potasowo-glinowy              |
| E 523 | Siarczan amonowo-glinowy               |
| E 524 | Wodorotlenek sodu                      |
| E 525 | Wodorotlenek potasu                    |
| E 526 | Wodorotlenek wapnia                    |
| E 527 | Wodorotlenek amonu                     |
| E 528 | Wodorotlenek magnezu                   |
| E 529 | Tlenek wapnia                          |
| E 530 | Tlenek magnezu                         |
| E 541 | Fosforan glinowo-sodowy                |
| E 574 | Kwas glukonowy                         |
| E 575 | Lakton kwasu glukonowego               |
| E 578 | Glukonian wapnia                       |